# Código Civil de Colombia
El Código Civil de Colombia fue expedido por el Congreso colombiano en 1873 mediante la ley 84 del 26 de Mayo de ese año, en ella se encuentran todas las disposiciones jurídicas a las que deben sujetarse los colombianos en sus asuntos civiles (bienes, obligaciones, familia, derechos reales, derechos personales, e.t.c).
. En gran medida es una adaptación al medio colombiano del Código Civil de Chile redactado en 1855. Por esta razón guarda una notable similitud tanto con este código, como con los códigos de Ecuador, El Salvador, Nicaragua, Honduras y Panamá.